# خارداریان
خارداریان (نام علمی: Muricinae) نام یک زیرخانواده از تیره حلزون‌های خاردار است.